# 보통 (양)
보통(普通)은 중국 양(梁) 무제(武帝)의 두 번째 연호이다. 520년에서 527년 3월까지 7년 3개월 동안 사용하였다.
같은 시기에 사용된 다른 연호로는 북위(北魏)에서 사용한 신귀(神龜 : 518년 ~ 520년), 정광(正光 : 520년 ~ 525년), 효창(孝昌 : 525년 ~ 528년)이 있다.

## 개원
보통(普通) 원년 1월 1일(520년 2월 4일)에 보통(普通)으로 개원함.

## 연대대조표
| 보통                | 원년                           | 2년        | 3년        | 4년        | 5년        | 6년                 | 7년        | 8년        |
| 서력                | 520년                          | 521년      | 522년      | 523년      | 524년      | 525년               | 526년      | 527년      |
| 육십간지 (六十干支) | 경자(庚子)                     | 신축(辛丑) | 임인(壬寅) | 계묘(癸卯) | 갑진(甲辰) | 을사(乙巳)          | 병오(丙午) | 정미(丁未) |
| 북위 (北魏)         | 신귀(神龜) 3년 정광(正光) 원년 | 2년        | 3년        | 4년        | 5년        | 6년 효창(孝昌) 원년 | 2년        | 3년        |

## 삭일(1일)
| 보통 원년 (520년) | 1월             | 2월             | 3월             | 4월             | 5월             | 6월             | 7월             | 8월             | 9월             | 10월            | 11월            | 12월            |                 |
| ----------------- | --------------- | --------------- | --------------- | --------------- | --------------- | --------------- | --------------- | --------------- | --------------- | --------------- | --------------- | --------------- | --------------- |
| 삭일(음력)        | 을해일 (乙亥日) | 을사일 (乙巳日) | 을해일 (乙亥日) | 갑진일 (甲辰日) | 갑술일 (甲戌日) | 계묘일 (癸卯日) | 계유일 (癸酉日) | 임인일 (壬寅日) | 임신일 (壬申日) | 신축일 (辛丑日) | 신미일 (辛未日) | 경자일 (庚子日) |                 |
| 율리우스력        | 520년 2월 4일   | 3월 5일         | 4월 4일         | 5월 3일         | 6월 2일         | 7월 1일         | 7월 31일        | 8월 29일        | 9월 28일        | 10월 27일       | 11월 26일       | 12월 25일       |                 |
| 보통 2년 (521년)  | 1월             | 2월             | 3월             | 4월             | 5월             | 윤5월           | 6월             | 7월             | 8월             | 9월             | 10월            | 11월            | 12월            |
| 삭일(음력)        | 경오일 (庚午日) | 기해일 (己亥日) | 기사일 (己巳日) | 무술일 (戊戌日) | 무진일 (戊辰日) | 무술일 (戊戌日) | 정묘일 (丁卯日) | 정유일 (丁酉日) | 병인일 (丙寅日) | 병신일 (丙申日) | 을축일 (乙丑日) | 을미일 (乙未日) | 갑자일 (甲子日) |
| 율리우스력        | 521년 1월 24일  | 2월 22일        | 3월 24일        | 4월 22일        | 5월 22일        | 6월 21일        | 7월 20일        | 8월 19일        | 9월 17일        | 10월 17일       | 11월 15일       | 12월 15일       | 522년 1월 13일  |
| 보통 3년 (522년)  | 1월             | 2월             | 3월             | 4월             | 5월             | 6월             | 7월             | 8월             | 9월             | 10월            | 11월            | 12월            |                 |
| 삭일(음력)        | 갑오일 (甲午日) | 계해일 (癸亥日) | 계사일 (癸巳日) | 임술일 (壬戌日) | 임진일 (壬辰日) | 신유일 (辛酉日) | 신묘일 (辛卯日) | 경신일 (庚申日) | 경인일 (庚寅日) | 경신일 (庚申日) | 기축일 (己丑日) | 기미일 (己未日) |                 |
| 율리우스력        | 522년 2월 12일  | 3월 13일        | 4월 12일        | 5월 11일        | 6월 10일        | 7월 9일         | 8월 8일         | 9월 6일         | 10월 6일        | 11월 5일        | 12월 4일        | 523년 1월 3일   |                 |
| 보통 4년 (523년)  | 1월             | 2월             | 3월             | 4월             | 5월             | 6월             | 7월             | 8월             | 9월             | 10월            | 11월            | 12월            |                 |
| 삭일(음력)        | 무자일 (戊子日) | 무오일 (戊午日) | 정해일 (丁亥日) | 정사일 (丁巳日) | 병술일 (丙戌日) | 병진일 (丙辰日) | 을유일 (乙酉日) | 을묘일 (乙卯日) | 갑신일 (甲申日) | 갑인일 (甲寅日) | 계미일 (癸未日) | 계축일 (癸丑日) |                 |
| 율리우스력        | 523년 2월 1일   | 3월 3일         | 4월 1일         | 5월 1일         | 5월 30일        | 6월 29일        | 7월 28일        | 8월 27일        | 9월 25일        | 10월 25일       | 11월 23일       | 12월 23일       |                 |
| 보통 5년 (524년)  | 1월             | 2월             | 윤2월           | 3월             | 4월             | 5월             | 6월             | 7월             | 8월             | 9월             | 10월            | 11월            | 12월            |
| 삭일(음력)        | 임오일 (壬午日) | 임자일 (壬子日) | 임오일 (壬午日) | 신해일 (辛亥日) | 신사일 (辛巳日) | 경술일 (庚戌日) | 경진일 (庚辰日) | 기유일 (己酉日) | 기묘일 (己卯日) | 무신일 (戊申日) | 무인일 (戊寅日) | 정미일 (丁未日) | 정축일 (丁丑日) |
| 율리우스력        | 524년 1월 21일  | 2월 20일        | 3월 21일        | 4월 19일        | 5월 19일        | 6월 17일        | 7월 17일        | 8월 15일        | 9월 14일        | 10월 13일       | 11월 12일       | 12월 11일       | 525년 1월 10일  |
| 보통 6년 (525년)  | 1월             | 2월             | 3월             | 4월             | 5월             | 6월             | 7월             | 8월             | 9월             | 10월            | 11월            | 12월            |                 |
| 삭일(음력)        | 병오일 (丙午日) | 병자일 (丙子日) | 을사일 (乙巳日) | 을해일 (乙亥日) | 을사일 (乙巳日) | 갑술일 (甲戌日) | 갑진일 (甲辰日) | 계유일 (癸酉日) | 계묘일 (癸卯日) | 임신일 (壬申日) | 임인일 (壬寅日) | 신미일 (辛未日) |                 |
| 율리우스력        | 525년 2월 8일   | 3월 10일        | 4월 8일         | 5월 8일         | 6월 7일         | 7월 6일         | 8월 5일         | 9월 3일         | 10월 3일        | 11월 1일        | 12월 1일        | 12월 30일       |                 |
| 보통 7년 (526년)  | 1월             | 2월             | 3월             | 4월             | 5월             | 6월             | 7월             | 8월             | 9월             | 10월            | 윤10월          | 11월            | 12월            |
| 삭일(음력)        | 신축일 (辛丑日) | 경오일 (庚午日) | 경자일 (庚子日) | 기사일 (己巳日) | 기해일 (己亥日) | 무진일 (戊辰日) | 무술일 (戊戌日) | 정묘일 (丁卯日) | 정유일 (丁酉日) | 정묘일 (丁卯日) | 병신일 (丙申日) | 병인일 (丙寅日) | 을미일 (乙未日) |
| 율리우스력        | 526년 1월 29일  | 2월 27일        | 3월 29일        | 4월 27일        | 5월 27일        | 6월 25일        | 7월 25일        | 8월 23일        | 9월 22일        | 10월 22일       | 11월 20일       | 12월 20일       | 527년 1월 18일  |
| 보통 8년 (527년)  | 1월             | 2월             | 3월             | 4월             | 5월             | 6월             | 7월             | 8월             | 9월             | 10월            | 11월            | 12월            |                 |
| 삭일(음력)        | 을축일 (乙丑日) | 갑오일 (甲午日) | 갑자일 (甲子日) | 계사일 (癸巳日) | 계해일 (癸亥日) | 임진일 (壬辰日) | 임술일 (壬戌日) | 신묘일 (辛卯日) | 신유일 (辛酉日) | 경인일 (庚寅日) | 경신일 (庚申日) | 기축일 (己丑日) |                 |
| 율리우스력        | 527년 2월 17일  | 3월 18일        | 4월 17일        | 5월 16일        | 6월 15일        | 7월 14일        | 8월 13일        | 9월 11일        | 10월 11일       | 11월 9일        | 12월 9일        | 528년 1월 7일   |                 |

## 같이 보기
- 중국의 연호

| 이전 연호 천감(天監) | 중국의 연호 양(梁) | 다음 연호 대통(大通) |